# Tim Haller
Tim Haller (* 18. August 1995 in Ludwigsburg) ist ein deutscher Badmintonspieler des Buxtehuder SV. Er ist hochgradig schwerhörig und hat eine rechtsseitige Spastik. Im Parabadminton startet er in der Klasse SL4 im Einzel und Doppel.
Bei der Badminton-Europameisterschaft für Behinderte 2012 in Dortmund gewann Haller mit seinem Doppelpartner Pascal Wolter Gold und im Einzel Bronze. 2018 in Rodez gewann er die Bronzemedaille im Einzel. Haller strebt eine Teilnahme an den Sommer-Paralympics 2020 in Tokio an.